# Matt Lukin
Matt Lukin (16 de agosto de 1964) es un músico estadounidense, más conocido como bajista y miembro fundador de Melvins y Mudhoney.

## Melvins (1982-1988)
Lukin cofundó the Melvins en 1982 con el guitarrista/vocalista Buzz Osborne y el baterista Mike Dillard en Montesano (Washington), donde los tres asistían a la misma escuela secundaria. Al comienzo hacían covers de Jimi Hendrix y más tarde temas de bandas del género hardcore punk, ellos cambiaron su sonido cuando Dillard dejó la banda e ingresó Dale Crover, tocando un rock más lento y pesado. Pronto se transformaron en una de las bandas más importantes de la escena grunge en el área de Seattle. Cuando Crover entró a la banda, los Melvins se trasladaron a Aberdeen (Washington).
Lukin registro con los Melvins Mangled Demos from 1983; Six Songs (después reeditado como 8 Songs, 10 Songs y luego 26 Songs); y el primer álbum de larga duración, Gluey Porch Treatments. El también tocó el bajo en el álbum split Deep Six.
En 1988, la banda se disolvió temporalmente mientras el baterista Dale Crover grababa los demos de Nirvana. Crover y Osborne se trasladaron a San Francisco, California, pero Lukin se quedó en Washington.

## Mudhoney (1988-2001)
Permaneciendo en Seattle, Lukin formó la banda de grunge Mudhoney con el vocalista Mark Arm y el guitarrista Steve Turner, ambos exintegrantes de Green River, más el baterista Dan Peters ex Bundle of Hiss. Durante este tiempo, Lukin compartió una casa con Kurt Cobain en East First Street en Aberdeen.
Lukin tocó el bajo en los primeros cinco álbumes de Mudhoney (Mudhoney, Every Good Boy Deserves Fudge, Piece of Cake, My Brother the Cow, y Tomorrow Hit Today), así también en dos eps y numerosos sencillos.
Lukin abandonó Mudhoney en junio de 1999, pero regresó a la banda en diciembre de 2000 para una gira que duró hasta enero de 2001. Desde entonces, Guy Maddison ha sido el bajista de Los Mudhoney.

## Retiro de la música (2001-presente)
Desde que dejó Mudhoney, esencialmente Lukin se ha retirado de la música. Actualmente, trabaja como carpintero en el área de Seattle. Según Eddie Vedder, cantante de Pearl Jam, Lukin está casado con una mujer alemana llamada Manon, a quien conoció en Utrecht (Países Bajos).

## Discografía

### Con Melvins
- Six Songs (1986)
- Gluey Porch Treatments (1987)
- Eight Songs (1991, vinyl)
- 10 Songs (1991, CD)
- 26 Songs (2003)
- Mangled Demos from 1983 (grabado en circa 1983, lanzado en 2005)

### Con Mudhoney
- Superfuzz Bigmuff (1988)
- Mudhoney (1989)
- Superfuzz Bigmuff Plus Early Singles (1990)
- Every Good Boy Deserves Fudge (1991)
- Piece Of Cake (1992)
- Five Dollar Bob's Mock Cooter Stew (1993)
- My Brother the Cow (1995)
- Tomorrow Hit Today (1998)